# Ульгулинський сільський округ (Байзацький район)
Ульгули́нський сільський округ (каз. Үлгілі ауылдық округі, рос. Ульгулинский сельский округ) — адміністративна одиниця у складі Байзацького району Жамбильської області Казахстану. Адміністративний центр — село Ульгулі.
Населення — 2764 особи (2021; 1783 у 2009, 1427 у 1999, 1443 у 1989).
Станом на 1989 рік існувала Кіровська сільська рада (села Кірова, Ульгулі), з 1993 року — Карабакірський сільський округ (село Діхан, колишній Кірова) та Ульгулинський сільський округ (село Ульгулі). 1997 року округ був ліквідований та приєднаний до складу Костюбинського сільського округу. Після 1999 року село Ульгулі було передане до складу Сарикемерського сільського округу, однак 2004 року воно утворило окремий Ульгулинський сільський округ.